# Bishopbriggs
Bishopbriggs (schottisch-gälisch Coille Dobhair) ist eine ehemalige Kleinstadt und heutiger Vorort von Glasgow in East Dunbartonshire. Der Ort verzeichnete im Jahre 2011 22.870 Einwohner.

## Persönlichkeiten
- Jackie Henderson (1932–2005), Fußballspieler
- Jack Bruce (1943–2014), Musiker
- Steve Valentine (* 1966), Schauspieler
- Amy Macdonald (* 1987), Sängerin
- Marcus Fraser (* 1994), Fußballspieler